# Tunel Zhongnanshan
Tunel Zhongnanshan najduži je dvocijevni cestovni tunel na svijetu te drugi najduži cestovni tunel uopće (odmah iza jednocijevnog tunela Lærdal u Norveškoj).
Tunel dug 18.020 metara otvoren je 20. siječnja 2007., nakon pet godina gradnje. Prolazi ispod planine Zhongnan u sjeverozapadnoj kineskoj pokrajini Shanxi i dio je autoceste Xi'an-Ankang između općina Changan i Zhashui.
Izgradnja tunela stajala je 3,2 milijarde juana (oko 300 milijuna eura).

## Vanjske poveznice
- Tunel Zhongnanshan na geowis.de  Arhivirana inačica izvorne stranice od 4. ožujka 2016. (Wayback Machine)
- Tunel Zhongnanshan na tunnelbuilder.com Arhivirana inačica izvorne stranice od 8. listopada 2007. (Wayback Machine)